# Decimalsystem
Ett decimalsystem är inom mätteknik ett måttsystem som strävar efter att använda decimala talsystemet och enkla enhetsbyten för samma storhet.
Denna strävan startade på 1700-talet, metersystemet och har ännu inte helt genomförts ens ifråga om längdmått. Än värre är läget när det gäller tid. Till vardags har man utgå från sideriskt år, medelsolsdygn och sekund. Definitionsmässigt gäller i dag att 1 medelsolsdygn = 86 400 sekunder. Detta beror på dygnets traditionella indelning i timmar och minuter. Dessa har man försökt ändra på, till exempel vid Franska revolutionen, men då inte tillräckligt beaktat vanans makt. Förbisedda enheter i sammanhanget är centidygn = kilosekund.
Internationella måttenhetssystemet (SI) är ett verk av världens standardiseringsorgan för att göra beräkningar enklare och säkrare. En sammanblandning av SI-enheter och engelska måttenheter i ett projekt medförde att rymdsonden Mars Climate Orbiter havererade vid framkomsten till Mars.

## Decimalsystem
- cgs-systemet
- metersystemet
- decimalsystemet
- Gon (vinkelenhet)